# Султан Султанмамет
Султанмамет (Султанбет) (1710 — 1794) — правитель крупнейших родовых объединений Казахского ханства и претендент на трон на курултае 1781 года, дипломат и батыр. Руководил ополчением и обороной Казахского ханства в Прииртышье. Был искусным дипломатом принявшим переговоры с Россией, Китаем, Джунгарией. Чингизид, влиятельный султан, двоюродный брат и соратник Абылай хана. В российских источниках известен как Султанмамут, Султанмамет. Его отец Джангир, он же внук Канышера Абылая.

## Биография
Родился в начале XVIII века. Помог отстоять целостность Казахского Ханства во время джунгарского нашествия на казахские земли. Умер в возрасте 84 лет, в конце XVIII века.

## Правительство на трон и отказ
После смерти Абылай хана в 1781 году в съезде курултай, ему предложили стать ханом всех трех жузов и взять правление на себя, однако он отказался принять достоинство Хана сославшись на свой возраст, по предварительным данным ему тогда было за 70. Это доказывает его высокую порядочность и приверженность степной демократии.

## Смерть и место захоронения
По предварительным данным он умер в конце XVIII века, в возрасте 80 лет. Существуют 2 версии о месте его захоронения. Первая — он бы похоронен в мавзолее Ходжи Ахмеда Ясави; вторая версия, что его могила находится в Павлодаре.

## Потомки и сыновья
По архивным источникам у него было 17 сыновей которые продолжили отцовское дело.
- Урус султан управлял басентиновской волостью,
- Иман султан управлял курлеуткипчакской волостью,
- Тортан — жарымбеткипчакской,
- Укибай — кызылгакслетинской,
- Ботагоз — кулатайкипчакской,
- Матай — актилеской,
- Култай — сагалкипчакской,
- Кулшык — жолабакипчакской,
- Караш — кулатайкипчакской
- Шаншар — айтей-басентинской волостью в Прииртышье